# Leave the Story Untold
Albums de Soulwax
Much Against Everyone's Advice
(1998)
Leave The Story Untold est le premier album du groupe d'electro-rock Soulwax, sorti le 14 mai 1996.
Les morceaux 'Reruns (Daisy Duke)' et 'Hammer & Tongues' sont sortis en format vinyle blanc édition limitée nommé 2nd Handsome Blues. Ce disque contient également les morceaux "1-800" et "Cut Some Slack". Ce dernier titre est disponible sur la version bonus de leur album suivant, Much Against Everyone's Advice.

## Liste des morceaux
1. "Intro"
2. "Reruns (Daisy Duke)"
3. "Caramel"
4. "Kill Your Darlings"
5. "Great Continental Suicide Note"
6. "Soul Simplicity"
7. "Rooster"
8. "Tales of a Dead Scene"
9. "Hammer & Tongues"
10. "Spending the Afternoon in a Slowly Revolvin' Door"
11. "About It Song"
12. "Long Distance Zoom"
13. "Vista Grande"
14. "Acapulco Gold"